# Greta Keller
Pour les articles homonymes, voir Keller.
Greta Keller, de son vrai nom Margaretha Keller (née le 8 février 1903 à Vienne, morte le 4 novembre 1977 dans la même ville) est une chanteuse autrichienne.

## Biographie
Greta Keller est la fille de Karl Keller et son épouse Magdalena Zausner. Jeune, elle prend des cours de danse et de théâtre. Elle fait ses débuts en 1916 au Volkstheater puis joue avec Marlene Dietrich (alors inconnue) dans la revue Broadway au Wiener Kammerspiele. Elle n'est pas encore la chanteuse, la diseuse à la voix rauque. Après Prague, elle se produit à Berlin et enfin à Londres et à Paris.
En 1928, Greta Keller épouse Joe Sargent, s'en va à Californie et s'installe à Hollywood. Elle continue cependant de faire carrière en Europe. Elle chante à Paris et à Londres et signe pour le label allemand Ultraphon. Elle intéresse la BBC puis se produit pour la première fois à New York. Après son divorce de Sargent en 1933, elle fait une tournée en Scandinavie. Elle fait des engagements au Ronacher à Vienne et à la Scala de Berlin où elle travaille avec Peter Igelhoff. En 1936 et 1937, elle fait une tournée en Allemagne en compagnie de Peter Kreuder.
Elle épouse en deuxièmes noces l'acteur américain David Bacon qui est tué en 1943 dans des circonstances pas clairement établies. Elle est alors enceinte de lui à un stade avancé. Elle est effondrée à la nouvelle de son assassinat et perd l'enfant. Elle avouera à la fin de sa vie qu'ils étaient homosexuels et que ce mariage devait leur donner une respectabilité à Hollywood. Pendant la Seconde Guerre mondiale, elle a une résidence à New York.
Elle revient en Europe après la fin des combats. Au palace de Saint-Moritz, elle ouvre une boîte de nuit, "Chez Greta", et se consacre davantage à cette nouvelle activité. Au début des années 1960, elle ouvre à New York "The Waldorf Keller" au Waldorf Astoria.
Jusqu'à peu de temps avant sa mort, Keller donne des concerts en Europe et en Amérique. Elle travaille et voyage avec son partenaire Wolfgang Nebmaier. Elle fait son dernier disque avec Preiser Records et remet ses effets personnels au Deutsches Kabarettarchiv à Mayence.
Greta Keller est l'une des premières artistes à se servir de toute la potentialité du microphone pour la chanson. Sa voix à la teinte sombre crée une intimité et permet les plus fines nuances entre la passion, la mélancolie et l'ironie. Son répertoire comprend des Lieders viennois, des chansons françaises et même des standards de jazz dans plusieurs langues.
Dans le film Cabaret, sorti en 1972, on entend en fond la voix de Greta Keller chantant Heirat.

## Source de la traduction
- (de) Cet article est partiellement ou en totalité issu de l’article de Wikipédia en allemand intitulé « Greta Keller » (voir la liste des auteurs).